# Ware County
Ware County is een county in de Amerikaanse staat Georgia.
De county heeft een landoppervlakte van 2.337 km² en telt 35.483 inwoners (volkstelling 2000). De hoofdplaats is Waycross. Het Okefenokee National Wildlife Refuge ligt gedeeltelijk in de county.

## Bevolkingsontwikkeling

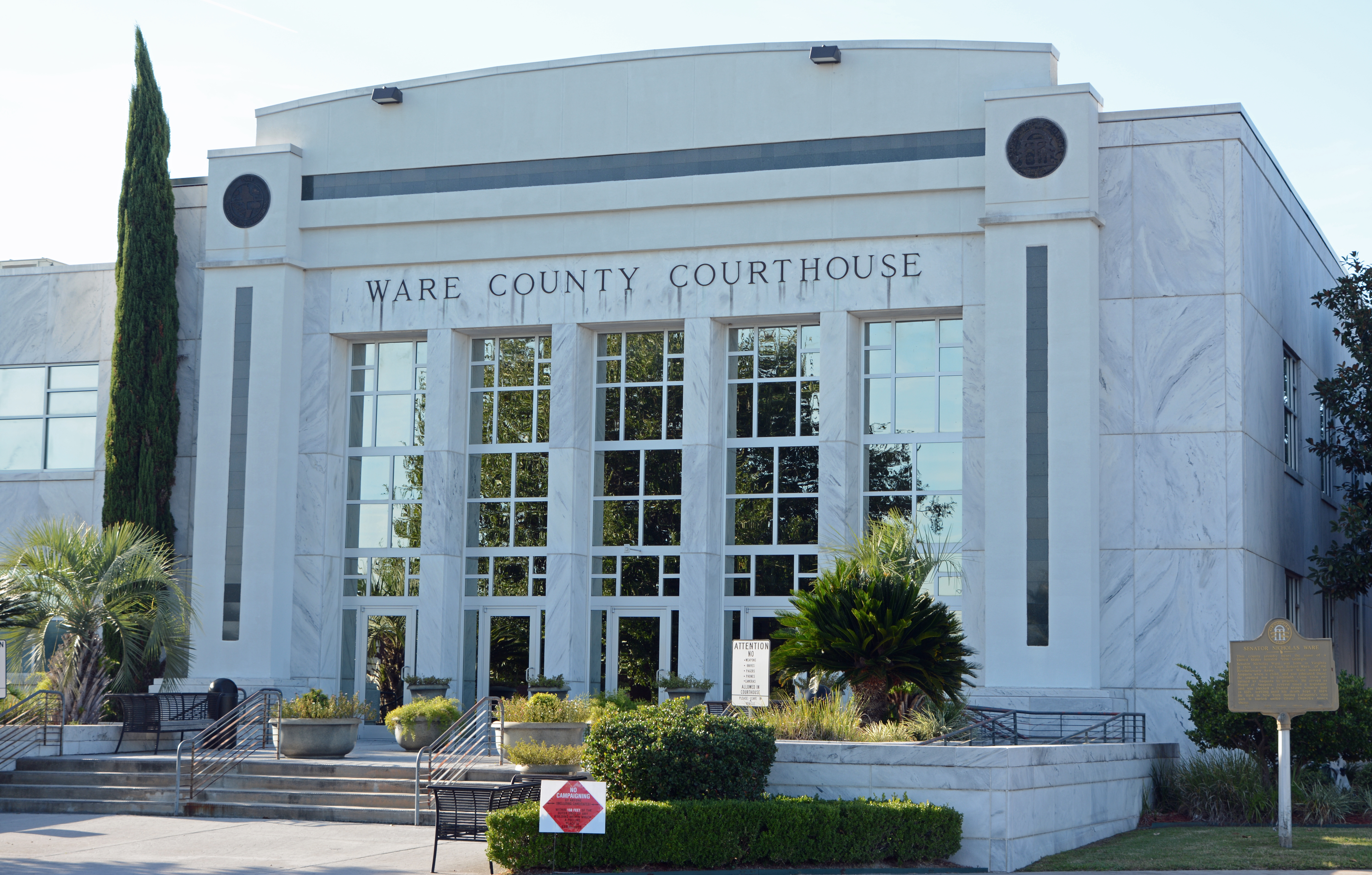
Ware County Courthouse